# 李芳溏
李芳溏（？年—？年），號恒欢，直隶永年縣人。明朝政治人物。

## 生平
萬曆四十六年（1618年）中举，崇祯四年（1631年）辛未科進士。吏部观政，五年授淄川县知县，七年调任章丘县。后任夏津县知县。

## 家族
父李养廉，字太素，有兄弟七人，兄李养冲、弟李养志皆至大官。